# Guisane
Die Guisane ist ein Gebirgsfluss in Frankreich, der im Département Hautes-Alpes in der Region Provence-Alpes-Côte d’Azur verläuft. Sie entspringt im französischen Teil der Cottischen Alpen, an der Gemeindegrenze von Villar-d’Arêne und Le Monêtier-les-Bains, nahe dem Gebirgspass Col du Lautaret, und bricht in ihrem Verlauf mit starkem Gefälle ins Tal der Durance durch, wo sie nach rund 28 Kilometern im Stadtgebiet von Briançon als rechter Nebenfluss einmündet. Im Unterlauf fließt die Guisane durch eine enge Waldschlucht.

## Orte am Fluss
(Reihenfolge in Fließrichtung)
- Le Monêtier-les-Bains
- La Salle-les-Alpes
- Chantemerle, Gemeinde Saint-Chaffrey
- Saint-Chaffrey
- Briançon

## Touristisches
Die Guisane ist ein Kajakwildwasserfluss mit wechselnden Schwierigkeiten.
Der bis Le Casset für eine Befahrung gesperrte Oberlauf liegt im oberen Bereich der Wildwasserschwierigkeitsskala.
Die Schwierigkeiten zwischen Le Casset und Chantemerle liegen im eher unteren bis mittleren Bereich, wobei lediglich ein gefällstarkes und verblocktes Stück zwischen Le Monêtier-les-Bains und Les Guibertes im mittleren Schwierigkeitsbereich liegt.
Ab dem Ortsausgang von Chantemerle steigern sich die Schwierigkeiten bis zu einem an sich unfahrbaren Wehr deutlich, nehmen danach im Bereich der „Waldschlucht“ noch einmal zu und erreichen hier den oberen Bereich der Wildwasserschwierigkeitsskala. Kurz vor der Einmündung in die Durance in Briançon lässt die Schwierigkeit deutlich nach.
In den Bergen des Oberlaufes wird Wintersport betrieben.